# Marián Brezina
Marián Brezina (* 5. června 1960) je bývalý slovenský fotbalista, útočník, reprezentant Československa. Za československou reprezentaci odehrál v letech 1984–1985 dva zápasy, dvakrát nastoupil i za olympijský výběr a 10x v juniorských reprezentacích (2 góly). V lize odehrál 234 utkání a dal 41 gólů. Hrál za Spartak Trnava (1978–1981, 1983–1990) a Duklu Banská Bystrica (1981–1982 – vojenská služba).